# بيري إل. كريستنسن
بيري إل. كريستنسن (بالإنجليزية: Perry L. Christensen)‏ هو سياسي أمريكي، ولد في 30 أغسطس 1932 في كريستون في الولايات المتحدة. حزبياً، نشط في الحزب الجمهوري. وقد انتخب عضو مجلس نواب ولاية ايوا.